# بخش لون-لو-سونیه
بخش لون-لو-سونیه (به فرانسوی: Arrondissement de Lons-le-Saunier) یک بخش در فرانسه است که در ژورا واقع شده‌است.